# Seniorengenossenschaft
Seniorengenossenschaften sind Zusammenschlüsse von Senioren, die sich gegenseitig im Alltag unterstützen möchten, damit ihre Mitglieder möglichst lange in ihrem gewohnten Umfeld (der Wohnung, dem Haus) verbleiben können. Seniorengenossenschaften entstehen dort, wo die Versorgung der älteren Menschen durch professionelle Anbieter nicht sichergestellt werden kann. Sie stellen dementsprechend keine Konkurrenz zu diesen dar, sondern schließen Lücken im Versorgungsnetz.

## Geschichte
Die ersten Seniorengenossenschaften wurden im Rahmen eines Modellprojekts in Baden-Württemberg 1991 gegründet. Eins dieser Modellprojekte, die Seniorengenossenschaft Riedlingen, existiert bis heute, stellt dementsprechend die älteste deutsche Seniorengenossenschaft dar und dient vielen neuen Initiativen als Vorbild.
Die Novellierung des Genossenschaftsgesetzes 2006 ermöglichte es, dass nun auch Genossenschaften mit sozialen und kulturellen Zielen gegründet werden.

## Abrechnungssysteme
Seniorengenossenschaften vermitteln alltagsnahe Dienstleistungen zwischen den Mitgliedern. Dabei erhalten Mitglieder, die für die Seniorengenossenschaft tätig sind, für diese Zeit eine Gutschrift auf ihr Mitgliederkonto, welche sie bei eigener Hilfebedürftigkeit für das Empfangen von Hilfeleistungen verwenden können.
Dabei gibt es verschiedene Abrechnungssysteme bei den Seniorengenossenschaften: Zeit, Geld, Punkte oder eine Kombination aus Geld und Zeit.

## Rechtsform
Die Mehrheit der Seniorengenossenschaften ist in der Rechtsform e.V. (eingetragener Verein) sowie e.G. (eingetragene Genossenschaft) organisiert.

## Verbreitung
Seniorengenossenschaften gibt es unter anderem in:
- Baden-Württemberg
- Bayern
- Hessen
- Österreich (Region Melk)

## Dienstleistungen
- Betreutes Wohnen (umfasst alle erforderlichen Hilfen im Haushalt)
- Hilfen rund ums Haus (Behebung kleinerer technischer Probleme im Haus sowie Gartenarbeiten)
- Essen auf Rädern (bringt warmes Essen zur Mittagszeit direkt in die Wohnungen)
- Fahrdienst (als Ersatz für unzulänglichen öffentlichen Personennahverkehr)
- Beratung
- Kontakttelefon (bietet die Möglichkeit Informationen und Rat einzuholen)
- Besuchsdienste (sollen helfen der Vereinsamung entgegenzuwirken)
- Wohnungsbereitstellung (in barrierefreier betreuter Wohnanlage)
- Tagespflege (entlastet Angehörige, die zu Hause pflegebedürftige Menschen versorgen)

## Auszeichnungen
Die Seniorengenossenschaft in Riedlingen erhielt 2004 den IZT-Zukunftspreis für die Entwicklung ihres Modells, wie ältere Menschen aktiv und selbständig sowie in engem Kontakt mit jüngeren Menschen in ihrem Stadtteil und in den vertrauten vier Wänden älter werden können. Ein weiteres Beispiel ist hier der Öcher Frönnde e.V., welcher 2019 von der Bundesseniorenministerin, Franziska Giffey, für das Projekt der Zeitbank ausgezeichnet wurde.

## Aktuelle Forschungen
Das Bundesministerium für Bildung und Forschung förderte von 2013 bis 2016 ein deutschlandweites Forschungsprojekt, welches Seniorengenossenschaften untersuchte. In dem Zeitraum von 2014 bis 2017 förderte das Bundesministerium für Bildung und Forschung in der Reihe SILQUA-FH das Forschungsprojekt „BUSLAR – Bürgerhilfevereine und Seniorengenossenschaften als Partner der Daseinsvorsorge – Modellentwicklung zur ergänzenden Hilfeleistung für ältere Menschen in ländlichen Räumen“. In diesem Projekt wurde untersucht, wie durch Selbstorganisation z. B. in Bürgerhilfevereinen in ländlichen Räumen Aufgaben der Unterstützung älterer Menschen übernommen werden. Von Seiten der Politik wird dieses Engagement begrüßt in der Hoffnung, es könne Lücken in der öffentlichen Daseinsvorsorge ein stückweit schließen – ohne angemessene Unterstützung, ist dieses Engagement allerdings nachhaltig gefährdet. Diese Form des Engagements wird für die Versorgung und Unterstützung älterer Menschen seit einiger Zeit sowohl politisch als auch gesellschaftlich gefordert. Insbesondere ältere Mitbürger sollen in sog. 'sorgenden Gemeinschaften' Mitverantwortung für die (erwarteten) Hilfebedarfe der älter werdenden Bevölkerung übernehmen. Allerdings können durch eine solche Vergesellschaftung dieser Tätigkeiten geschlechtsspezifische Ungleichheiten verfestigt werden.